# Зелений Микола Володимирович
Зелений Микола Володимирович (27 січня 1946, Нікополь, Барвінківського району, Харківської області) — український письменник, вчитель історії, краєзнавець Барвінківщини. Засновник музею Барвінкового. Дослідник життєпису отамана Івана Барвінка. Автор історично-художнього роману Думи про козака Барвінка.

## Життєпис
Закінчив Гусарівську середню школу, історичний факультет Донецького державного університету. Понад тридцяти років працював вчителем і директором Африканівської школи. Краєзнавець харківщини, організатор шкільного туризму та музеїв.
Всю свою діяльність присвячує рідній Барвінківщині. Працює вчителем історії Баркінківської загальноосвітньої школи І-ІІІ ступенів № 4.

## Творчість
- Думи про козака Барвінка — Розповідь про засновника міста Барвінкове, козацького полковника Івана Барвінка. Використано великий обсяг історичного матеріалу кінця XVI ст. і по 1668 рік. Події відбуваються в Україні, Польщі, Криму та під час Тридцятилітньої війни 1618—1648 р.р. у Європі. Присутні авторські домисли. Дата видання вересень, 2015

- Барвінкове поетичне
- Похід Князя Ігоря на половців 1185 року